# Institut d'Espagne
L'Institut d'Espagne (en espagnol : Instituto de España) est l'institution qui regroupe les huit académies royales établies à Madrid; elle est formée par l'ensemble des académiciens titulaires appartenant à celles-ci. Son objectif, selon ses statuts, est de « maintenir et resserrer la fraternité spirituelle des dites huit Académies royales espagnoles, qui doivent s'entraider et se compléter pour la plus grande efficacité dans leurs tâches et activités, en formant la représentation académique nationale supérieure en Espagne et à l'étranger ».

## Histoire
L'institut d'Espagne fut créé, par le décret du 1er janvier 1938, à Salamanque. Ses promoteurs étaient Eugeni d'Ors, Pedro Muguruza et Agustín González de Amezúa. Manuel de Falla (membre de la Real Academia de Bellas Artes de San Fernando) fut le premier président élu de l'Institut d'Espagne, mais il  ne prit pas possession de la charge. 
En 1942, a été nommé président l'évêque de Madrid, Leopoldo Eijo y Garay (es); il était membre de l'Académie royale espagnole, et resta en charge jusqu'en 1963. Lui succéda Juan Contreras y López de Ayala, Marquis de Lozoya et membre de la Real Academia de la Historia, jusqu'en janvier 1972. Durant quelques mois cette année-là, jusqu'à son décès, Luis Martínez de Irujo, Duc d'Alba (consorte) et membre de la Real Academia de Bellas Artes de San Fernando a été président; il a été remplacé par Manuel Lora-Tamayo qui était membre de la Real Academia Nacional de Farmacia et qui assuma la charge jusqu'en 1978. 
Cette année, la présidence revint à Fernando Chueca Goitia, membre de la Real Academia de Bellas Artes de San Fernando et de la Real Academia de la Historia. En octobre 1986 a été élu président Miguel Artola Gallego, membre de la Real Academia de la Historia, qui est resté à ce poste jusqu'à sa démission à la fin de 1995. Il a été remplacé dans cette charge par Margarita Salas Falgueras, qui est membre de la Real Academia de Ciencias Exactas, Físicas y Naturales et de l'Académie royale espagnole; lui a succédé en 2003 l'actuel président, Salustiano del Campo Urbano, membre de la Real Academia de Ciencias Morales y Políticas.

## Activités
L'Institut d'Espagne organise ses activités de la manière suivante :
- Les cycles de conférences.
- Les cours de Troisième Cycle.
- Les publications spécialisées.

De plus, l'Institut d'Espagne tient trois sessions publiques et solennelles à l'occasion de:
- La commémoration de sa date de fondation.
- La Fête du Livre.
- L'ouverture du Cours Académique annuel.

## Académies membres
Constituent l'Institut d'Espagne les dix Académies Royales établies à Madrid, dont 2 s'en sont ajoutées durant les années 2010, dont les noms suivent :
| Real Academia                                          | Devise | Date de création  | Date d'incorporation à l'IdeE | Lien externe |
| ------------------------------------------------------ | --- | ----------------- | ----------------------------- | ------------ |
| Real Academia Española                                 | «Limpia, fija y da esplendor»                                                                                        | 3 août de 1713    | 2 janvier de 1938             | RAE          |
| Real Academia de la Historia                           | Nox fugit historiae lumen dum fulget iberis («La noche huye, mientras brilla para los íberos la luz de la historia») | 17 juin 1738      | 2 janvier 1938                | RAH          |
| Real Academia de Bellas Artes de San Fernando          | Aucune | 13 juillet 1744   | 2 janvier 1938                | RABSF        |
| Real Academia de Jurisprudencia y Legislación          | Aucune | 20 février 1763   | 26 septembre 1946             | RAJYL        |
| Real Academia de Ciencias Exactas, Físicas y Naturales | «Observación y cálculo»                                                                                              | 25 février 1847   | 2 janvier 1938                | RACEFN       |
| Real Academia de Ciencias Morales y Políticas          | Verum, justum, pulchrum («Verdadero, justo, hermoso»)                                                                | 30 septembre 1857 | 2 janvier 1938                | RACMYP       |
| Real Academia Nacional de Medicina                     | Ars cum natura ad salutem conspirans («El arte colaborando con la naturaleza en pro de la salud»)                    | 28 avril 1861     | 2 janvier 1938                | RANM         |
| Real Academia Nacional de Farmacia                     | Medicamenta non mella («El medicamento no es nocivo»)                                                                | 6 janvier 1932    | 26 septembre 1946             | RANF         |
| Real Academia de Ingeniería de España                  | Scientia ingenium homini («El conocimiento es connatural al hombre»)                                                 | 29 avril 1994     | 14 juillet 2015,              | RAI          |
| Real Academia de Ciencias Económicas y Financieras     | Utraque unum («Ambos son uno»)                                                                                       | 1er octobre 1940  | 24 mars 2017,                 | RACEF        |

Depuis octobre 1979, existe le titre de "Miembro Asociado del Instituto de España", pour créer des liens entre l'Institut d'Espagne et les Académies régionales, provinciales et locales; l'objectif est de coordonner les activités de toutes ces Académies au bénéfice de l'activité académique en général. Actuellement en (2006), il y a 50 Académies associées.